# Кременево (Калужская область)
Кременево — деревня в Перемышльском районе Калужской области, в составе муниципального образования Сельское поселение «Деревня Песочня».

## География
Расположена в 24 километрах на восток от районного центра — села Перемышль и в 7 километрах на юг от главной усадьбы поселения — деревни Песочня, на берегу озера.

## Население
| 2002 | 2010 |
| ---- | ---- |
| 21   | ↘7   |

## История
Во время становления Калужского наместничества Кременево было отнесено к Перемышльскому уезду. В 1782 году в деревне имелось 15 дворов да по ревизии душ — 220.

Деревня Кременева Михайла Яковлевича Маслова, Варвары Петровой дочери Молчановой в бесспорном владении. По обе стороны безымянного истока, земля иловатая к произращению хлеба и травы [по]средственна, крестьяне на оброке.— Описания и алфавиты к Калужскому атласу Ч.2.
В 1858 году деревня (вл.) Кременева 1-го стана Перемышльского уезда, при речке Миловке, 41 дворе и 327 жителях — по левую сторону Одоевского тракта.
К 1914 году Кременево (г. Оболенскаго) — (владение) деревня Желовской волости Перемышльского уезда Калужской губернии. В 1913 году население 275 человек.
В годы Великой Отечественной войны деревня была оккупирована войсками Нацистской Германии с начала октября по 23 декабря 1941 года. Освобождена в ходе Калужской наступательной операции частями 50-й армии генерал-лейтенанта И. В. Болдина.
Погибшие при освобождении Кременева красноармейцы были захоронены весной 1942 году в центре деревни Зябки. В 1975 году останки солдат торжественно перезахоронили в центральной усадьбе совхоза — деревне Песочня.